# Fatih Karahan
Fatih Karahan (Eskişehir, 1982) è un economista e banchiere turco, governatore della Banca centrale turca dal 3 febbraio 2024..

## Biografia
Nato nel 1982 a Eskişehir, Karahan si è laureato nel 2006 presso il Dipartimento di matematica e ingegneria industriale dell'Università Boğaziçi, mentre nel 2012 ha conseguito un master e un dottorato in Economia presso l'Università della Pennsylvania.
Nello stesso anno è stato assunto come economista presso la Federal Reserve Bank di New York, ricoprendo il ruolo di responsabile degli studi sul mercato del lavoro e di consulente di politica monetaria. Karahan, che ha lavorato anche come docente part-time presso la Columbia University e l'Università di New York, è quindi diventato economista senior di Amazon nel 2022.
Il 3 febbraio 2024 è succeduto alla collega Hafize Gaye Erkan alla guida della Banca centrale turca, di cui era stato precedentemente nominato vice-governatore nel giugno 2023.

### Vita privata
Karahan è sposato e ha due figlie.
Suo zio è l'accademico e diplomatico Hasan Murat Mercan, co-fondatore dell'AKP e ambasciatore turco a Washington DC dal 2021 al 2024.